# Quá trình sinh học
Quá trình sinh học là những quá trình có tính chất quan trọng đối với một sinh vật nhằm biểu hiện tính chất "sống" và hình thành mối tương tác với môi trường xung quanh. Quá trình sinh học là kết quả từ các phản ứng hóa học hoặc các sự kiện khác có liên quan đến sự tồn tại và biến đổi trong các dạng sống, chẳng hạn như trao đổi chất và cân bằng nội môi.
Sự điều tiết các quá trình sinh học xảy ra khi chúng được điều tiết theo theo một tần số, một tốc độ hoặc một mức độ nhất định nào đó. Quá trình sinh học được điều chỉnh bằng nhiều phương thức khác nhau, ví dụ như điều hòa biểu hiện gen, thay đổi cấu trúc protein hoặc sự tương tác giữa phân tử protein này với protein khác hoặc một cơ chất.
- Cân bằng nội môi: điều hòa môi trường bên trong (nội môi) để duy trì trạng thái ổn định. Ví dụ trời nóng, cơ thể toát mồ hôi để giảm nhiệt độ
- Tổ chức sinh học: có cấu trúc gồm một hoặc nhiều tế bào – các đơn vị cơ bản của sự sống
- Trao đổi chất: chuyển hóa năng lượng bằng cách chuyển hóa chất và năng lượng thành các thành phần cấu thành tế bào (đồng hóa) và phân hủy chất hữu cơ (dị hóa). Các sinh vật sống đòi hỏi năng lượng để duy trì cân bằng nội môi và thực hiện chức năng sống.
- Tăng trưởng: khi tỷ lệ đồng hóa cao hơn dị hóa. Một sinh vật trong thời kỳ tăng trưởng sẽ tăng kích thước tất cả các bộ phận trên cơ thể, thay vì chỉ đơn thuần là tích lũy vật chất.
- Thích nghi: là khả năng thay đổi theo thời gian để đáp ứng với môi trường. Khả năng này là nền tảng cho quá trình tiến hóa và được quy định bởi yếu tố di truyền, chế độ ăn uống và các yếu tố bên ngoài sinh vật (ngoại sinh).
- Phản ứng với các kích thích: phản ứng có thể có nhiều dạng, từ sự co lại (sinh vật đơn bào) khi gặp kích thích dạng hóa chất bên ngoài, đến các phản ứng phức tạp liên quan đến tất cả các giác quan của các sinh vật đa bào. Một phản ứng thường được thể hiện bằng chuyển động; ví dụ, lá của cây quay về phía mặt trời (quang hướng động, phototropism) và hoá ứng động (chemotaxis).
- Sinh sản: khả năng tạo ra các cá thể mới, sinh sản vô tính từ một sinh vật bố mẹ đơn lẻ hoặc sinh sản hữu tính từ hai sinh vật bố mẹ.
- Tương tác sinh học: là các quá trình mà một sinh vật có tác động quan sát được, lên trên một sinh vật khác cùng loài hoặc khác loài.
- Ngoài ra còn có: biệt hóa tế bào, lên men, thụ tinh, nảy mầm, hướng động, lai, biến thái hoàn toàn, biến thái không hoàn toàn, quang hợp, thoát hơi nước.